# 麦司卡林
麦司卡林（mescaline，mescalin）又称3,4,5-三甲氧基苯乙胺，俗稱仙人掌毒鹼，属于苯乙胺的衍生物。它是从乌羽玉属物種的種籽、花球中提取出来的致幻毒品，能产生强烈的幻听、幻视作用。因致幻效果与LSD和裸盖菇素相当而闻名。

## 历史
麦司卡林最主要的来源是一种名为乌羽玉的仙人掌，早在史前时代，当地居民就在宗教活动中使用佩奥特来达到迷幻效果。同时他们也发现了过多剂量的佩奥特会对使用者的生命安全构成威胁。他们将四分之一或一半的种子放在火上烘焙，吸入因此而产生的烟气。有时他们也会直接咀嚼种子或是将其浸泡在水中制成饮料。当欧洲人来到美洲大陆后，同样发现了印第安人在使用乌羽玉。西班牙人将使用乌羽玉的印第安人视作异教徒，并对他们实行各种形式的镇压。最终使用乌羽玉的仪式消亡了。
1897年，德国化学家首次从配奥特中分离出麦司卡林。1919年，麦司卡林首次被人工合成出来。20世纪之后，一些基督徒开始在自己的宗教活动中使用麦司卡林。在现代使用过程中，麦司卡林往往以与香烟混合吸入或是静脉注射的方式使用。
1950年代，因阿道斯·赫胥黎的著作《知覺之門》而為人所知，到了1960年代「迷幻藥物時代」中成為廣泛使用的毒品。

## 作用与副作用
大约使用200至500毫克的纯净麦司卡林就会使人出现心跳加快、体温和血压升高的迹象，同时还可能伴随着皮肤发痒和干燥。一般来说，在服用麦司卡林的2、3个小时后会达到药效的高潮，12个小时后药效消失。同许多致幻剂一样，麦司卡林不具备成瘾性，它会使人出现幻觉，这些幻觉通常是一些愉快和光明的景物，有时也会让人感到焦躁不安。同其他一些致幻剂如LSD相比，服用麦司卡林后仍能保持较多的自我意识。有时它会产生一些诸如头晕目眩、恶心腹泻的副作用。 主要危害是造成使用者精神混乱，导致暴力行为。